# Skoura Ahl El Oust
Skoura Ahl El Oust (franska: Skoura Ahl El Oust (CR), Skoura Ahl El Oust (Commune Rurale), arabiska: امي نولاون) är en kommun i Marocko.   Den ligger i provinsen Ouarzazate och regionen Drâa-Tafilalet, i den nordöstra delen av landet, 300 km söder om huvudstaden Rabat. Antalet invånare är 20 072.